# Joachim Schepke
Joachim Schepke (8 de Março de 1912 - 17 de Março de 1941) foi um oficial da Kriegsmarine que atuou durante a Segunda Guerra Mundial. Morreu em ação aos 29 anos de idade quando o submarino ao seu comando, o U-100, foi afundado no dia 17 de Março de 1941, sendo um dos ases da caça submarina durante a guerra.

## Carreira

### Patentes
| 9 de Outubro de 1930 | Seekadett            |
| 1 de Abril de 1931   | Oberfähnrich zur See |
| 1 de Outubro de 1934 | Leutnant zur See     |
| 1 de Junho de 1936   | Oberleutnant zur See |
| 1 de Junho de 1939   | Kapitänleutnant      |

### Condecorações
| 1 de Junho de 1939      | Cruz de Ferro 2ª Classe            |
| 27 de Fevereiro de 1940 | Cruz de Ferro 1ª Classe            |
| 24 de Setembro de 1940  | Cruz de Cavaleiro da Cruz de Ferro |
| 1 de Dezembro de 1940   | Folhas de Carvalho nº 7            |

### Patrulhas
|       | U-Boot | Partida                | Partida       | Chegada                | Chegada       | Dias     | Toneladas |
| ----- | ------ | ---------------------- | ------------- | ---------------------- | ------------- | -------- | --------- |
| 1     | U-3    | 4 Set 1939             | Wilhelmshaven | 8 Set 1939             | Wilhelmshaven | 5 dias   |           |
| 2     | U-3    | 13 Set 1939            | Wilhelmshaven | 24 Set 1939            | Wilhelmshaven | 12 dias  |           |
| 3     | U-3    | 27 Set 1939            | Wilhelmshaven | 3 Out 1939             | Kiel          | 7 dias   | 2,348     |
| 4     | U-19   | 4 Jan 1940             | Kiel          | 12 Jan 1940            | Kiel          | 9 dias   | 1,343     |
| 5     | U-19   | 18 Jan 1940            | Kiel          | 28 Jan 1940            | Wilhelmshaven | 11 dias  | 8,855     |
| 6     | U-19   | 14 Fev 1940            | Wilhelmshaven | 26 Fev 1940            | Wilhelmshaven | 13 dias  |           |
| 7     | U-19   | 14 Mar 1940            | Wilhelmshaven | 23 Mar 1940            | Wilhelmshaven | 10 dias  | 5,517     |
| 8     | U-19   | 3 Abr 1940             | Wilhelmshaven | 23 Abr 1940            | Kiel          | 21 dias  |           |
| 9     | U-100  | 9 de Agosto de 1940    | Kiel          | 1 de Setembro de 1940  | Lorient       | 24 dias  | 31,310    |
| 10    | U-100  | 11 de Setembro de 1940 | Lorient       | 25 de Setembro de 1940 | Lorient       | 15 dias  | 50,340    |
| 11    | U-100  | 12 de Outubro de 1940  | Lorient       | 23 de Outubro de 1940  | Lorient       | 12 dias  | 31,631    |
| 12    | U-100  | 7 de Novembro de 1940  | Lorient       | 27 de Novembro de 1940 | Lorient       | 21 dias  | 24,601    |
| 13    | U-100  | 2 de Dezembro de 1940  | Lorient       | 1 de Janeiro de 1941   | Kiel          | 31 dias  | 17,166    |
| 14    | U-100  | 9 de Março de 1941     | Kiel          | 17 de Março de 1941    | Afundado      | 9 dias   |           |
| Total | Total  | Total                  | Total         | Total                  | Total         | 200 dias | 173 111 t |

### Sucessos
- 36 navios afundados, num total de 153,677 GRT
- 4 navios danificados, num total de 17,229 GRT
- 1 navio com perda total, tendo 2,205 GRT

| Data        | U-Boot | Nome da Embarcação      | Toneladas | Nacionalidade |
| ----------- | ------ | ----------------------- | --------- | ------------- |
| 30 Set 1939 | U-3    | Gun                     | 1,198     | sueco         |
| 30 Set 1939 | U-3    | Vendia                  | 1,150     | dinamarquês   |
| 9 Jan 1940  | U-19   | Manx                    | 1,343     | norueguês     |
| 23 Jan 1940 | U-19   | Baltanglia              | 1,523     | britânico     |
| 23 Jan 1940 | U-19   | Pluto                   | 1,598     | norueguês     |
| 25 Jan 1940 | U-19   | Everene                 | 4,434     | letoniano     |
| 25 Jan 1940 | U-19   | Gudveig                 | 1,300     | norueguês     |
| 19 Mar 1940 | U-19   | Charkow                 | 1,026     | dinamarquês   |
| 19 Mar 1940 | U-19   | Minsk                   | 1,229     | dinamarquês   |
| 20 Mar 1940 | U-19   | Bothal                  | 2,109     | dinamarquês   |
| 20 Mar 1940 | U-19   | Viking                  | 1,153     | dinamarquês   |
| 16 Ago 1940 | U-100  | Empire Merchant         | 4,864     | britânico     |
| 25 Ago 1940 | U-100  | Jamaica Pioneer         | 5,471     | britânico     |
| 29 Ago 1940 | U-100  | Alida Gorthon           | 2,373     | sueco         |
| 29 Ago 1940 | U-100  | Astra II                | 2,393     | britânico     |
| 29 Ago 1940 | U-100  | Dalblair                | 4,608     | britânico     |
| 29 Ago 1940 | U-100  | Empire Moose            | 6,103     | britânico     |
| 29 Ago 1940 | U-100  | Hartismere (danificado) | 5,498     | britânico     |
| 21 Set 1940 | U-100  | Canonesa                | 8,286     | britânico     |
| 21 Set 1940 | U-100  | Dalcairn                | 4,608     | britânico     |
| 21 Set 1940 | U-100  | Torinia                 | 10,364    | britânico     |
| 22 Set 1940 | U-100  | Empire Airman           | 6,586     | britânico     |
| 22 Set 1940 | U-100  | Frederick S. Fales      | 10,525    | britânico     |
| 22 Set 1940 | U-100  | Scholar                 | 3,940     | britânico     |
| 22 Set 1940 | U-100  | Simla                   | 6,031     | norueguês     |
| 18 Out 1940 | U-100  | Boekelo (danificado)    | 2,118     | holandês      |
| 18 Out 1940 | U-100  | Shekatika (danificado)  | 5,458     | britânico     |
| 19 Out 1940 | U-100  | Blairspey (danificado)  | 4,155     | britânico     |
| 20 Out 1940 | U-100  | Caprella                | 8,230     | britânico     |
| 20 Out 1940 | U-100  | Loch Lomond             | 5,452     | britânico     |
| 20 Out 1940 | U-100  | Sitala                  | 6,218     | britânico     |
| 23 Nov 1940 | U-100  | Bradfyne                | 4,740     | britânico     |
| 23 Nov 1940 | U-100  | Bruse (perda total)     | 2,205     | norueuês      |
| 23 Nov 1940 | U-100  | Bussum                  | 3,636     | holandês      |
| 23 Nov 1940 | U-100  | Justitia                | 4,562     | britânico     |
| 23 Nov 1940 | U-100  | Leise Mærsk             | 3,136     | britânico     |
| 23 Nov 1940 | U-100  | Ootmarsum               | 3,628     | holandês      |
| 23 Nov 1940 | U-100  | Salonica                | 2,694     | norueguês     |
| 14 Dez 1940 | U-100  | Euphorbia               | 3,380     | britânico     |
| 14 Dez 1940 | U-100  | Kyleglen                | 3,670     | britânico     |
| 18 Dez 1940 | U-100  | Napier Star             | 10,116    | britânico     |
| Total       | Total  | Total                   | 173 111   |               |